# Zdena Studenková
Mgr. art. Zdena Studenková (* 19. května 1954 Bratislava) je slovenská herečka a mimo jiné několikanásobná držitelka ocenění Osobnost televizní obrazovky (zkr. OTO). S celkovým počtem osmi trofejí, a to šestkrát v kategorii Herečka a dvakrát jako absolutní vítězka, je nejúspěšnější účastnicí v historii této divácké ankety vůbec.
Jednou z jejich nejvýznamnějších rolí je postava zpěvačky Gábiny Bednářové v komedii S tebou mě baví svět.

## Životopis
Narodila se v Bratislavě, žila v Mírove kolónii. Její rodiče byli zaměstnanci Chemických závodů Juraje Dimirovce, otec jako technik, mama byla účetní. Nejdříve studovala na střední uměleckoprůmyslové škole obor fotografie a pak herectví na VŠMU, které absolvovala v roce 1977. V roku 1977 - 1978 byla členka divadla Nová scéna, již od roku 1978 působí v činohre SND, kde stvárnila nekolik desítek postáv. Hlava v mnoha filmech jak českých tak slovenských. Vytvořila více než televíznich 200 postáv. Hrála i  v muzikálech na Nove scéně, v Košicích, v Nitrě i v Praze. 
V roce 1995 ji vyšel hudební album s názvem Dotyky noci.
Žije v Bratislavě, má dcéru Simonu (* 1980) a její partner je dirigent Branislav Kostka.

## Filmografie
- 1974 Motiv pro vraždu – povídka Víkend – Věra
- 1975 Alizuna TV
- 1975 Horali TV
- 1975 Kean TV
- 1977 Smrť malomeštiaka TV
- 1978 Inkognito TV
- 1978 Izrafel TV
- 1978 Panna a netvor – Julie
- 1979 Barbora Rösselová TV
- 1979 Eugen Onegin TV
- 1979 Pericola TV
- 1979 Ruy Blas TV
- 1980 Zbožňovaná TV film
- 1981 Macbeth TV
- 1981 Syn človeka TV
- 1982 Nech sa niekto opováži alebo ako Ďuro Konôpka o fujaru prišiel TV
- 1982 S tebou mě baví svět – Gábina Bednářová
- 1983 Anděl s ďáblem v těle – Renáta
- 1983 Putování Jana Amose – královna Kristina
- 1984 O sláve a tráve – povídka Alena – Alena
- 1985 Kára plná bolesti – Mara
- 1985 Ulička stratených snov TV
- 1986 Don Carlos TV
- 1986 Kohút nezaspieva – Marika
- 1987 Južná pošta – Gondová
- 1988 Anděl svádí ďábla – Renáta
- 1988 Ekkerhart – kněžna Hadewiga TV seriál (koprodukce Maďarsko-Německo)
- 1990 Puto najsilnejšie TV
- 1990 Súkromné životy – Iveta
- 1990 Šípová Ruženka – víla
- 1991 Alizuna TV film
- 1992 Rozprávky z Hollywoodu TV
- 1992 Všechno, co mám rád – Magda
- 1993 Jakubov rebrík TV
- 1993 Pustatina lásky TV
- 1994 Vášnivé známosti
- 1994 Zo života dona Juana TV
- 1998 Milenec lady Chatterleyové TV film – Chatterleyová
- 2002 Hodina tance a lásky TV film – Monika
- 2003 Zostane to medzi nami
- 2004 Konečná stanica – policajtka
- 2007-2012 Ordinácia v ružovej záhrade - MUDr. Eva Páleníková
- 2008 Soukromé pasti – Smím prosit o lásku? – Alena Nováková TV
- 2008 Kvety sakury
- 2012–2013 Horúca krv – Eva Matúšová – starostka
- 2014-2017 První republika - Božena Škvorová
- 2023 Dunaj, k vašim službám - Edita Kučerová
- 2023 Ordinace v růžové zahradě 2 - Lívia Rennerová - matka lékaře a znásilňovače Michala Rennera

## Knihy
- Zdena Studenková: Recepty so štipkou hereckého korenia, vydalo nakladatelství Ikar v roce 2004, ISBN 80-551-0888-9,
- Zdena Studenková: Nové recepty so štipkou hereckého korenia, vydalo nakladatelství Ikar v roce 2006, ISBN 80-551-1290-8,
- Zdena Studenková, Ján Štrasser: Som herečka, vydalo nakladatelství Forza Music v roce 2006, ISBN 80-968475-5-4, EAN 9788096847556, (podtitul: Rozhovory s Jánom Štrasserom)